# Empoli
Empoli este un oraș în provincia Florența, în regiunea Toscana (Italia).

Localizarea în provincia Florența

## Demografie
Empoli - evoluția demografică

|  | Graficele sunt indisponibile din cauza unor probleme tehnice. Mai multe informații se găsesc la Phabricator și la wiki-ul MediaWiki. |

Date: Recensăminte sau birourile de statistică - grafică realizată de Wikipedia